# Patrick Barry
Joseph Patrick Barry ou apenas Pat Barry (New Orleans, 7 de julho de 1979) é um ex-lutador profissional dos Super Pesos Pesados em Kickboxer e um lutador atualmente dos Pesos Pesados em MMA, de New Orleans, Louisiana. Ele luta oficialmente no UFC e é treinado por Jeff "Duke" Roufus na Roufusport Fight Club. Ele é apontado como o novo "Cro Cop", segundo especialistas em MMA e segundo o próprio Mirko Cro Cop.

## Biografia e carreira
Barry começou a treinar profissionalmente aos 21 anos de idade, quando estudava sociologia na Universidade de New Orleans, quando ele entrou no Sanshou na Russell Jones Academia em Baton Rouge, Louisiana. Ele fez sua estreia profissional em 2 de novembro de 2002 no U.S. Open International Martial Arts championships, conquistando o título nacional em Sanshou sobre Robert Parham. Então ele saiu do ginásio de Russell e começou a treinar Sanshou em tempo integral com o Mestre Liu Shawn na LIU International em New Orleans. Um ano depois, Barry participou no Campeonato Mundial de Kung-fu na China, conquistando uma medalha de prata.

### Carreira no Sanshou
Em junho de 2003, Barry lutou na USASKF Art of War II Sanshou em lutas profissionais em Atlanta. Ele venceu tanto a US National Sanshou Team Spot e um título mundial batendo para Gurevidius Paulo. Em novembro de 2003, como membro da US National Team, Barry participou no Wushu Kung-fu World Championships de Macau, China, conquistando uma medalha de prata. Em dezembro de 2004, ele ganhou o título K. Superstar em New Orleans. De 2002 a 2008, ele visitou a China quatro vezes com o seu treinador Shawn Liu e competiu em um dos estádios Shandong e treinou com chineses no Sanshou Team em um Templo Shaolin.
Participou também de "Journey to the East" documentário filmado na China e foi nomeado pelo Templo dos Mestres Shaolins como o verdadeiro guerreiro Shaolin do oeste.

### Estreia noK-1
Em 2004, ele participou das eliminatórias do K-1, realizada em Las Vegas, Nevada e fez sua estreia K-1 em 30 de abril de 2005 na K-1 World Grand Prix 2005, em Las Vegas, perdendo por decisão dividida para Scott Lighty. Barry tragicamente perdeu uma avó e sua família em casa quando o furacão Katrina atingiu Nova Orleans, sua terra natal em 2005.
Em 2006, Barry se mudou para Amsterdã, Holanda para treinar com o quatro vezes campeão do K-1 World Champion Ernesto Hoost. Em 2007, ele participou de dois torneios mundiais de K-1, realizados em Honolulu, Havaí e Las Vegas, Nevada .

### Carreira na WCL
Em maio de 2008 ele fez o seu World Combat League estreia na divisão dos cruzadores. Lutou quatro lutas com um registro total de 3-1 na divisão de pesos pesados e lutou com a equipe através de campeonatos.

## Carreira no MMA
Barry fez sua estreia no MMA em 30 de maio de 2008 com a organização Combat USA. Embora não lutou três vezes ao longo de 4 meses, vencendo duas lutas por nocaute técnico com leg kicks (Chute na Perna), a outra luta por Nocaute através de um Head Kick (Chute na Cabeça), terminando cada uma das lutas no primeiro round. Barry afirmou muito tempo depois, que com essas três lutas ele havia faturado mais dinheiro do que todo o tempo em que ele lutou no K-1.

### Carreira no UFC
Em 27 de dezembro de 2008, Barry fez sua estreia de sucesso no UFC contra Dan Evensen, no UFC 92, ferindo o norueguês no joelho esquerdo após três leg kicks brutais, aos 2:36 do primeiro round, após a luta segundo o comentarista oficial do UFC Joe Rogan, aqueles três leg kicks foram os chutes mais fortes que ele havia visto. No UFC 98, Barry lutou contra o novato no UFC Tim Hague, Barry massacrou Hague na luta em pé acertando vários leg kicks e alguns head kicks, quando em um momento de desatenção Barry se jogou na guarda do aversário que estava no chão, que rapidamente se aproveitou e finalizou Barry com uma Guilhotina, após essa luta Barry começou a treinar Wrestling e Jiu-Jitsu.

#### Lutando pela Sobrevivência
Antes da luta contra Antoni Hardonk em 24 de outubro de 2009 no UFC 104, Barry ficou sem nenhum dinheiro devido a alguns maus investimentos. Segundo o próprio Barry, ele passou semanas antes da luta se alimentando apenas de arroz e ketchup e iria se despejado em seis dias, mas disse "…eu nunca iria pedir ajuda, eu me coloquei nessa condição. Se toda vez que caímos, nós pedirmos ajuda, do que valeria o trabalho duro…". No início da luta Barry foi tocar luvas com Hardonk que se recusou (Após a luta Hardonk afirmou que sentia que Barry o respeitar demais, a ponto de prejudicar seu desempenho, e disse que se fosse assim a luta de nada valeria). Depois de acerta vários leg kicks no primeiro round, Barry encontrou a distância no segundo round e iniciou várias combinações de jab e chute alto, e direto e chute baixo, com isso feriu várias vezes Hardonk antes dele cair, na sequência ele acertou um forte soco e aos 2:30 do segundo round, Barry venceu por nocaute técnico. Após ser entrevistado por Joe Rogan, Barry começou a chorar e dizer "Mãe estou indo para casa.". Barry afirmou, na conferência de imprensa pós-luta, que havia várias vezes se desentendido com Hardonk, que treina na mesma academia que ele, porém afirmou que o respeitava com lutador.
No hotel, Barry ficou sabendo que havia faturado os prêmios de "Nocaute da Noite" e "Melhor luta da Noite". Segundo ele próprio ele iria receber 14 mil dólares e mais 7 mil se vencesse, mas acabou faturando 134 mil dólares graças aos prêmios, Barry rindo disse que conseguiu comprar comida, pagar o aluguel e guarda o dinheiro.

### Lenda vs. Promessa

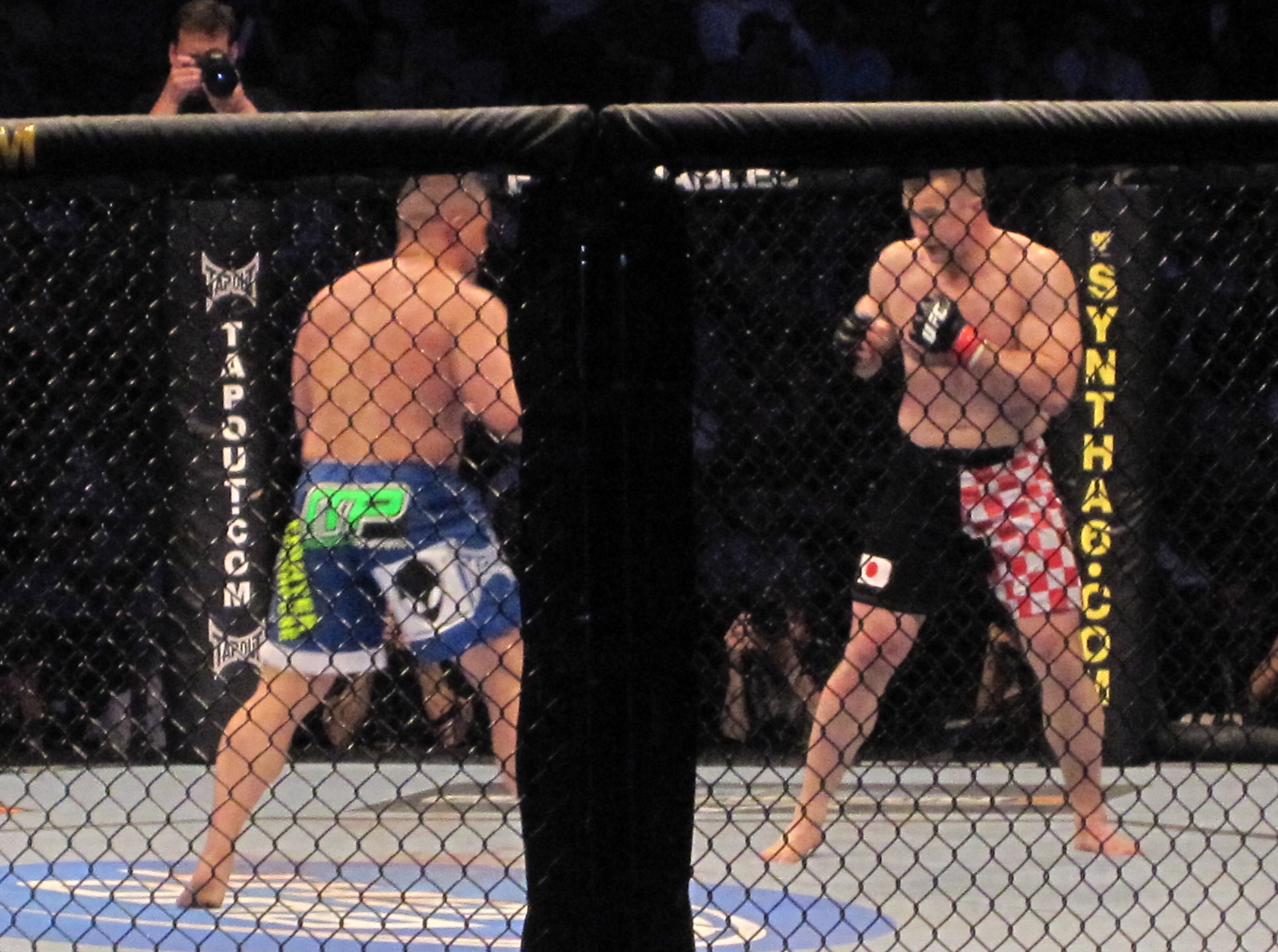
Barry com calção azul enfrentando Mirko Cro Cop.

Barry foi agendada para lutar contra o kickboxer Gilbert Yvel, mas o seu adversário mais tarde foi alterado. Em vez disso, ele lutou contra uma das maiores lendas do mma e do kickboxing Mirko Cro Cop no UFC 115 em Vancouver, Canadá. Antes da luta os dois se respeitaram muito, Barry dizendo que Cro Cop era uma lenda, mas ele era Pat Barry e que seus chutes não são fortes, eles são monstruosos. No seu lado Cro Cop disse que a luta é tudo que Barry quer, para ele tomar seu lugar como maior kickboxer e faturar muito dinheiro. Durante a luta, Barry foi capaz de dar dois socos fortes que derrubaram Cro Cop, porém, ele não partiu para cima com medo de ser finalizado, Barry e Cro Cop trocaram vários leg kicks e head kicks, mas Barry levava vantagem, vendo isso Cro Cop partiu para o clinch e derrubou Barry, que se levantou rapidamente e contra-atacou com um lindo head kick que passou muito perto, vendo isso Cro Cop o cumprimentou pela tentativa e os dois se abraçaram em plena luta, mostrando o quanto eles se respeitavam. No segundo round, Cro Cop com o olho esquerdo inchado levou Barry para o chão, porém não o conseguiu finalizar. No último round, Barry parecia lento e aproveitando isso Cro Cop partiu com tudo para cima, lembrando o tempo do auge de sua carreira, após Barry cair Cro Cop encaixou um mata-leão e derrotou Barry. Patrick quebrou a mão e o pé na luta, levando-o para uma cadeira de rodas imediatamente, mas disse que pretende pegar o autógrafo de Cro Cop mais tarde.

## UFC Fight For The Troops 2 e duas derrotas seguidas
Em 22 de janeiro de 2011 Barry enfrentou Joey Beltran no UFC: Fight For The Troops 2,Barry dominou a luta inteira acertando vários leg kicks e head kicks em Beltran acabando com sua resistência e seu gâs e vencendo assim a luta por decisão unânime (30-27, 29-28, 29-28).Depois no 
UFC Live on Versus 4: Kongo vs. Barry Barry enfrentou o striker Cheick Kongo no seu primeiro main event,nos primeiros minutos Barry acertou um forte soco em Kongo que o derrubou mas Kongo rapidamente tentou derrubar Barry mas ao se levantar novamente levou um forte soco que o derrubou de novo,mas quando se recuperou Kongo acertou um uppercut em Barry que o nocauteou.No UFC Live on Versus 6: Cruz vs. Johnson Pat Barry enfrentou o gigante holandes Stefan Struve,a luta foi bem equilibrada com os dois acertando head kicks e leg kicks mas no segundo round quando struve conseguiu derrubar Barry rapidamente encaixou um triâgulo,e após sobreviver a um slam de Barry struve ganhou de Barry por finalização aos 3:22 do 2 round.

## Tudo ou nada contra Christian Morecraft
Em 20 de janeiro de 2012 Barry enfrentou o elogiado lutador Christian Morecraft,durante a luta Morecraft tentou finalizar Barry de qualquer maneira,e depois de quase se finalizado por uma chave de braço Barry acertou um soco estilo Mike Tyson em Morecraft que imediatamente caiu e Barry logo em seguida acabou com a luta nocauteando Morecraft aos 3:38 minutos do 1 round.

## Cartel no Kickboxing
| 18 Vitórias (9 Nocautes, 9 decisões), 6 Derrotas |           |                       |                                                           |                                             |       |       |
| Data                                             | Resultado | Oponente              | Evento                                                    | Método                                      | Round | Tempo |
| 7 de junho de 2008                               | Vitória   | Chris Hawk            | WCL Finals, Tulsa, OK                                     | Decisão (15–3)                              | 1     | 3:00  |
| 7 de junho de 2008                               | Vitória   | Matt Thomas           | WCL Finals, Tulsa, OK                                     | Decisão (17–3)                              | 1     | 3:00  |
| 3 de maio de 2008                                | Derrota   | Jarrel Miller         | WCL Eastern & Western conference finals, San Antonio, TX  | Decisão (12–14)                             | 1     | 3:00  |
| 3 de maio de 2008                                | Vitória   | John James            | WCL Eastern & Western conference finals, San Antonio, TX  | Decisão (16–8)                              | 1     | 3:00  |
| 15 de dezembro de 2007                           | Derrota   | Freddy Kemayo         | K-1 Fighting Network 2007 Prague, Praga, República Tcheca | Nocaute Técnico (Interrupção Médica)        | 1     | 1:00  |
| 11 de agosto de 2007                             | Derrota   | Zabit Samedov         | K-1 World GP 2007 in Las Vegas, Las Vegas, NV             | Decisão (Dividida)                          | 3     | 3:00  |
| 11 de agosto de 2007                             | Vitória   | Rickard Nordstrand    | K-1 World GP 2007 in Las Vegas, Las Vegas, NV             | Nocaute Técnico (Chute na Linha de Cintura) | 2     | 2:16  |
| 28 de abril de 2007                              | Derrota   | Aleksandr Pitchkounov | K-1 World Grand Prix 2007 in Hawaii, Honolulu, HI         | Decisão (Unânime)                           | 3     | 3:00  |
| 28 de abril de 2007                              | Vitória   | Gary Goodridge        | K-1 World Grand Prix 2007 in Hawaii, Honolulu, HI         | Nocaute Técnico (Interrupção do Árbitro)    | 1     | 1:07  |
| 8 de dezembro de 2006                            | Vitória   | Scott Lighty          | Shin Do Kumate XI, Tampa, FL                              | Nocaute (Chute na Cabeça)                   | 3     |       |
| 29 de abril de 2006                              | Derrota   | Aleksandr Pitchkounov | K-1 World Grand Prix 2006 in Las Vegas, Las Vegas, NV     | Decisão (Dividida)                          | 3     | 3:00  |
| 19 de novembro de 2005                           | Empate    | Aleksandr Pitchkounov | K-1 World Grand Prix 2005, Tóquio, Japão                  | Decisão Empate                              | 3     | 3:00  |
| 21 de outubro de 2005                            | Vitória   | Dustin Hanning        | Heavyweight Gladiators, Milwaukee, WI                     | Nocaute Técnico (Chute na Linha de Cintura) | 1     |       |
| 13 de agosto de 2005                             | Vitória   | Mark Selbee           | K-1 World Grand Prix 2005 in Las Vegas II, Las Vegas, NV  | Nocaute                                     | 1     |       |
| 30 de abril de 2005                              | Derrota   | Scott Lighty          | K-1 World Grand Prix 2005 in Las Vegas, Las Vegas, NV     | Decisão (Dividida)                          | 3     | 3:00  |
| 22 de janeiro de 2005                            | Vitória   | Marshall Berger       | Kings of Kickboxing, Gulfport, MS                         | Nocaute Técnico (Chute na Linha de Cintura) | 1     |       |
| 18 de dezembro de 2004                           | Vitória   | John Dixon            | U.S. Open Fighting Challenge, Nova Orleães, LA            | Nocaute                                     |       |       |
| 29 de maio de 2004                               | Vitória   | Marcel Donk           | Zonnehuis, Amsterdam, Países Baixos                       | Decisão                                     | 3     | 3:00  |
| 2003                                             | Vitória   | Paul Gurevidius       | China Comes to Atlanta: Art of War, Atlanta, GA           | Nocaute (Chute na Cabeça)                   | 2     |       |
| 2 de novembro de 2002                            | Vitória   | Robert Parham         | U.S. Open Martial Arts Championships,                     | Nocaute (Socos)                             | 4     |       |

## Cartel no MMA
| Res.    | Cartel | Oponente            | Método                                     | Evento                           | Data       | Round | Tempo | Local                       | Notas                           |
| ------- | ------ | ------------------- | ------------------------------------------ | -------------------------------- | ---------- | ----- | ----- | --------------------------- | ------------------------------- |
| Derrota | 8-7    | Soa Palelei         | Nocaute (socos)                            | UFC Fight Night: Hunt vs. Pezão  | 06/12/2013 | 1     | 2:09  | Brisbane, Queensland        |                                 |
| Derrota | 8-6    | Shawn Jordan        | Nocaute Técnico (socos)                    | UFC 161: Evans vs. Henderson     | 15/06/2013 | 1     | 0:59  | Winnipeg, Manitoba          |                                 |
| Vitoria | 8-5    | Shane del Rosário   | Nocaute (socos)                            | The Ultimate Fighter 16 Finale   | 15/12/2012 | 2     | 0:26  | Las Vegas, Nevada           | Nocaute da Noite                |
| Derrota | 7-5    | Lavar Johnson       | Nocaute Tecnico (socos)                    | UFC on Fox: Diaz vs. Miller      | 05/05/2012 | 1     | 4:38  | East Rutherford, New Jersey |                                 |
| Vitoria | 7-4    | Christian Morecraft | Nocaute (socos)                            | UFC on FX: Guillard vs. Miller   | 20/01/2012 | 1     | 3:38  | Nashville, Tennessee        | Luta da Noite                   |
| Derrota | 6-4    | Stefan Struve       | Finalização (triângulo com chave de braço) | UFC Live: Cruz vs. Johnson       | 01/10/2011 | 2     | 3:22  | Washington, D.C.            |                                 |
| Derrota | 6-3    | Cheick Kongo        | Nocaute (soco)                             | UFC Live: Kongo vs. Barry        | 26/06/2011 | 1     | 2:35  | Pittsburgh, Pennsylvania    | Nocaute da Noite                |
| Vitória | 6-2    | Joey Beltran        | Decisão (unânime)                          | UFC: Fight for the Troops 2      | 22/01/2011 | 3     | 5:00  | Fort Hood, Texas            |                                 |
| Derrota | 5-2    | Mirko Filipovic     | Finalização (mata leão)                    | UFC 115: Liddell vs. Franklin    | 12/06/2010 | 3     | 4:30  | Vancouver, British Columbia |                                 |
| Vitória | 5–1    | Antoni Hardonk      | Nocaute Técnico (soco)                     | UFC 104: Machida vs. Shogun      | 24/10/2009 | 2     | 2:30  | Los Angeles, California     | Luta da Noite; Nocaute da Noite |
| Derrota | 4–1    | Tim Hague           | Finalização (guilhotina)                   | UFC 98: Evans vs. Machida        | 23/05/2009 | 1     | 1:42  | Las Vegas, Nevada           |                                 |
| Vitória | 4–0    | Dan Evensen         | Nocaute Técnico (chutes na perna)          | UFC 92: The Ultimate 2008        | 27/12/2008 | 1     | 2:36  | Las Vegas, Nevada           |                                 |
| Vitória | 3–0    | Simon Diouf         | Nocaute (chute na cabeça)                  | Combat USA – Battle in the Bay 8 | 22/08/2008 | 1     | 1:52  | Green Bay, Wisconsin        |                                 |
| Vitória | 2–0    | John George         | Nocaute Técnico (chutes na perna)          | Combat USA – Fight Night         | 28/06/2008 | 1     | 0:49  | Harris, Michigan            |                                 |
| Vitória | 1–0    | Mike Delaney        | Nocaute Técnico (chutes na perna)          | Combat USA – Battle in the Bay 7 | 30/05/2008 | 1     | 3:25  | Green Bay, Wisconsin        |                                 |